# Медведев, Виктор Михайлович (сталевар)
Ви́ктор Миха́йлович Медве́дев (1917—1992) — советский рабочий, сталевар Новосибирского стрелочного завода, Герой Социалистического Труда (1959).

## Биография
Родился 4 апреля 1917 года в городе Новониколаевске (ныне Новосибирск) в семье рабочих. 
Окончил 7 классов общеобразовательной школы и школу ФЗО в 1934 году. 
В 1934—1936 годах работал слесарем-паровозником в Сталинске (ныне Новокузнецк), а затем буровым мастером в Ачинске.
С 1938 по 1945 год служил в рядах Красной Армии, учился в Велико-Устюгском военно-пехотном училище.
После демобилизации поступил на Новосибирский стрелочный завод, где проработал с 1945 по 1968 год. Начинал мастером заготовительного цеха, а затем трудился сталеваром в сталелитейном цехе. В совершенстве освоив профессию сталеплавильщика, из года в год повышал производительность труда, добивался новых успехов.
Указом Президиума Верховного Совета СССР от 1 августа 1959 года за выдающиеся успехи, достигнутые в деле развития железнодорожного транспорта, Виктору Михайловичу Медведеву присвоено звание Героя Социалистического Труда с вручением ордена Ленина и золотой медали «Серп и Молот».
Находясь на пенсии, активно участвовал в работе Первомайского совета ветеранов.
Жил в Новосибирске. Скончался 8 июня 1992 года на 76-м году жизни. 
Похоронен на Первомайском (Инском) кладбище.

## Награды
- медаль «Серп и Молот» (01.08.1959)
- орден Ленина (01.08.1959)
- медали СССР
- «Почётный железнодорожник» (1952)